# Asquins
Asquins es un municipio (commune) francés, situado en el departamento del Yonne y en la región de Borgoña. Sus habitantes se llaman, en francés, asquinois y asquinoises. 
La iglesia de Saint-Jacques (Santiago) se encuentra incluida como parte del lugar Patrimonio de la Humanidad llamado «Caminos de Santiago de Compostela en Francia» (Código 868-025).

## Demografía
| 358 | 312 | 311 | 299 | 304 | 280 |
| Para los censos de 1962 a 1999 la población legal corresponde a la población sin duplicidades (Fuente: INSEE [Consultar]) |     |     |     |     |     |